# Рустенфельде
Рустенфельде (нем. Rustenfelde) — община в Германии, в земле Тюрингия. 
Входит в состав района Айхсфельд. Подчиняется управлению Ханштайн-Рустеберг.  Население составляет 501 человек (на 31 декабря 2010 года). Занимает площадь 6,13 км².